# ミヤマタニタデ
ミヤマタニタデ（深山谷蓼、学名：Circaea alpina ）は、アカバナ科ミズタマソウ属の多年草。

## 特徴
茎の高さは5-18cmと日本の同属の他種と比べ、草丈が低い。細く白い地下茎を伸ばして繁殖する。茎は直立して細く、単一か、ときに分枝し、無毛か細毛が散生する。葉は対生し、長さ1-2cmの葉柄があり、葉身は長さ1-4cm、幅7-30mmの三角状広卵形で、先端は鋭形、基部は浅心形で、多少毛があり、縁に波状の先がとがった鋸歯がある。
花期は7-8月。茎先に長さ10cmの総状花序をつけ、紅白色を帯びた花柄のある直径3mmの小さい花をつける。萼裂片は紅色を帯び2個あり、長楕円状卵形。花弁は白色で2個あり、倒卵形で先端が2裂する。雄蕊は2個あり、花弁と互生し、花柱は1個で細いかぎ毛のある下位子房がある。果実は長倒卵形の堅果で、長さ2-2.5mmになり、かぎ状の刺毛が密生する。同属他種が2室2種子からなるが、本種は中に種子が1個入る。

## 分布と生育環境
日本では、北海道、本州、四国、九州に分布し、深山の湿り気のある木陰や高山の日の当たる場所に生育する。世界では、北半球の温帯から寒帯まで広く分布する。

## ギャラリー
- 花は2弁花で、花弁は2裂する。
- 葉表。無毛。とがった鋸歯がある。

## 分類
- ケミヤマタニタデ Circaea alpina L. subsp. caulescens (Kom.) Tatew. [5] - 茎が無毛で開花時に花柄が上を向くのをミヤマタニタデ（subsp. alpina ）とし、茎が有毛で、開花時に花柄が横を向くタイプをケミヤマタニタデ（subsp. caulescens ）と分けている[4]。
- マルヤマタニタデ Circaea × mentiens Boufford - 本種とタニタデの自然交雑種[6]